# NGC 4188
NGC 4188 este o galaxie spirală situată în constelația Corbul. A fost descoperită în 1886 de către Ormond Stone⁠(d). Se află la o distanță de 63,16 de megaparseci de Pământ.